# Ferulopsis
Ferulopsis là chi thực vật có hoa trong họ Apiaceae.